# Liliana Albertini
Liliana Albertini (Vignola, 23 giugno 1946 – 14 settembre 2023) è stata una politica italiana.

## Biografia
Esponente del PCI, dal 1981 al 1987 ricoprì per due mandati l'incarico di sindaco della città di Vignola.
Venne eletta alla Camera dei deputati nelle file del PCI nel 1983; fu confermata a Montecitorio anche dopo le elezioni politiche del 1987. Rassegnò le dimissioni da deputata nel gennaio 1988: il suo posto alla Camera venne preso da Onelio Prandini.
Nel frattempo proseguì l'attività politica locale, come consigliera comunale a Vignola e dal 1990 al 1995 come consigliera alla Provincia di Modena, prima per il PCI e poi per il PDS.
Fu anche presidente dell'azienda di trasporto pubblico ATCM.